# Tom Flanagan
Thomas Michael Flanagan, más conocido como Tom Flanagan, (Londres, 21 de octubre de 1991) es un futbolista norirlandés que juega de defensa en el Colchester United F. C. de la League Two.

## Selección nacional
Es internacional con la selección de fútbol de Irlanda del Norte. Fue internacional sub-21 antes de convertirse en internacional absoluto el 2 de junio de 2017, en un amistoso frente a la selección de fútbol de Nueva Zelanda que terminó con victoria norirlandesa por 1-0.

## Clubes
| Club                           | País       | Año       |
| ------------------------------ | ---------- | --------- |
| Milton Keynes Dons F. C.       | Inglaterra | 2010-2015 |
| Kettering Town F. C. (cedido)  | Inglaterra | 2011      |
| Gillingham F. C. (cedido)      | Inglaterra | 2012-2013 |
| Barnet F. C. (cedido)          | Inglaterra | 2013      |
| Stevenage F. C. (cedido)       | Inglaterra | 2014      |
| Plymouth Argyle F. C. (cedido) | Inglaterra | 2015      |
| Burton Albion F. C.            | Inglaterra | 2015-2018 |
| Sunderland A. F. C.            | Inglaterra | 2018-2022 |
| Shrewsbury Town F. C.          | Inglaterra | 2022-2024 |
| Colchester United F. C.        | Inglaterra | 2024-     |

## Palmarés

### Títulos nacionales
| Título     | Club                | País       | Año  |
| ---------- | ------------------- | ---------- | ---- |
| EFL Trophy | Sunderland A. F. C. | Inglaterra | 2021 |